# Tirreno-Adriatico 2005
La 40e édition de la course cycliste à étapes Tirreno-Adriatico a lieu du 9 au 15 mars 2005. La course est la deuxième épreuve de l'UCI ProTour 2005.

## Classements des étapes
| Étape     | Date    | Villes étapes            | Distance (km) | Vainqueur d'étape   | Leader du classement général |
| 1re étape | 9 mars  | Civitavecchia            | 160           | Alessandro Petacchi | Alessandro Petacchi          |
| 2e étape  | 10 mars | Civitavecchia - Tivoli   | 181           | Óscar Freire        | Óscar Freire                 |
| 3e étape  | 11 mars | Tivoli - Torricella      | 215           | Óscar Freire        | Óscar Freire                 |
| 4e étape  | 12 mars | Teramo - Servigliano     | 160           | Óscar Freire        | Óscar Freire                 |
| 5e étape  | 13 mars | Saltara                  | 170,4         | Servais Knaven      | Óscar Freire                 |
| 6e étape  | 14 mars | Civitanova Marche        | 164           | Alessandro Petacchi | Óscar Freire                 |
| 7e étape  | 15 mars | San Benedetto del Tronto | 164           | Alessandro Petacchi | Óscar Freire                 |

## Classements finals

### Classement général
|     | Cycliste            | Équipe            | Temps            |
| --- | ------------------- | ----------------- | ---------------- |
| 1   | Óscar Freire        | Rabobank          | 32 h 37 min 19 s |
| 2   | Alessandro Petacchi | Fassa Bortolo     | + 9 s            |
| 3   | Fabrizio Guidi      | Phonak            | + 25 s           |
| 4   | Danilo Hondo        | Gerolsteiner      | + 25 s           |
| 5   | Laurent Brochard    | Bouygues Telecom  | + 33 s           |
| DSQ | George Hincapie     | Discovery Channel | + 36 s           |
| 7   | Ángel Vicioso       | Liberty Seguros   | + 37 s           |
| 8   | Markus Zberg        | Gerolsteiner      | + 40 s           |
| 9   | Patrice Halgand     | Crédit agricole   | + 40 s           |
| 10  | Andreas Klier       | T-Mobile          | + 42 s           |

### Classements annexes
- Classement par points : Óscar Freire
- Meilleur grimpeur : José Luis Carrasco
- Par équipes : Ceramica Panaria

## Les étapes

### 1reétape
L'Italien Alessandro Petacchi gagne l'étape devant l'Autrichien Bernhard Eisel et l'Australien Robbie McEwen.
|   | Cycliste            | Pays      | Équipe          | Temps           |
| - | ------------------- | --------- | --------------- | --------------- |
| 1 | Alessandro Petacchi | Italie    | Fassa Bortolo   | 4 h 25 min 35 s |
| 2 | Bernhard Eisel      | Autriche  | FDJeux          | m.t.            |
| 3 | Robbie McEwen       | Australie | Davitamon-Lotto | m.t.            |

### 2eétape
L'Espagnol Óscar Freire remporte la deuxième étape en s’imposant à Tivoli devant son compatriote Ángel Vicioso et le Français Laurent Brochard.
|   | Cycliste         | Pays    | Équipe           | Temps           |
| - | ---------------- | ------- | ---------------- | --------------- |
| 1 | Óscar Freire     | Espagne | Rabobank         | 4 h 45 min 36 s |
| 2 | Ángel Vicioso    | Espagne | Liberty Seguros  | m.t.            |
| 3 | Laurent Brochard | France  | Bouygues Telecom | m.t.            |

### 3eétape
Le tracé de cette troisième étape prévue est modifié en raison de chutes de neige. L'Espagnol Óscar Freire remporte au sprint l'étape écourtée devant le Français Laurent Brochard et l'Allemand Danilo Hondo. Bonifications à l'arrivée obligent, Oscar Freire consolide sa place de leader du classement général.
|   | Cycliste         | Pays      | Équipe           | Temps           |
| - | ---------------- | --------- | ---------------- | --------------- |
| 1 | Óscar Freire     | Espagne   | Rabobank         | 5 h 52 min 07 s |
| 2 | Laurent Brochard | France    | Bouygues Telecom | m.t.            |
| 3 | Danilo Hondo     | Allemagne | Gerolsteiner     | m.t.            |

### 4eétape
Suite du festival Óscar Freire qui enlève une nouvelle étape sur la route des deux mers devant l'Allemand Danilo Hondo et l'Italien Fabrizio Guidi. Oscar Freire consolide encore sa place de leader du classement général.
|   | Cycliste       | Pays      | Équipe       | Temps           |
| - | -------------- | --------- | ------------ | --------------- |
| 1 | Óscar Freire   | Espagne   | Rabobank     | 4 h 53 min 27 s |
| 2 | Danilo Hondo   | Allemagne | Gerolsteiner | m.t.            |
| 3 | Fabrizio Guidi | Italie    | Phonak       | m.t.            |

### 5eétape
Le Néerlandais Servais Knaven gagne la cinquième étape de la course des deux mers détaché devant l'Italien Andrea Peron et le Tchèque Pavel Padrnos. L'Espagnol Óscar Freire conserve le maillot de leader au classement général avec 23 secondes d'avance sur l'Italien Alessandro Petacchi et l'Allemand Danilo Hondo. Le Français Laurent Brochard pointe au quatrième rang, à 26 secondes de Freire. Freire écrase le classement par points tandis que l'Espagnol José Luis Carrasco est porteur du maillot de meilleur grimpeur.
|   | Cycliste       | Pays     | Équipe            | Temps           |
| - | -------------- | -------- | ----------------- | --------------- |
| 1 | Servais Knaven | Pays-Bas | Quick Step        | 4 h 22 min 42 s |
| 2 | Andrea Peron   | Italie   | Team CSC          | + 17 s          |
| 3 | Pavel Padrnos  | Tchéquie | Discovery Channel | m.t.            |

### 6eétape
L'Italien Alessandro Petacchi enlève la sixième étape devant l'Espagnol Óscar Freire et l'Australien Robbie McEwen. Oscar Freire conserve le maillot de leader au classement général avec 19 secondes d'avance sur Petacchi. 
|   | Cycliste            | Pays      | Équipe          | Temps           |
| - | ------------------- | --------- | --------------- | --------------- |
| 1 | Alessandro Petacchi | Italie    | Fassa Bortolo   | 3 h 53 min 40 s |
| 2 | Óscar Freire        | Espagne   | Rabobank        | m.t.            |
| 3 | Robbie McEwen       | Australie | Davitamon-Lotto | m.t.            |

### 7eétape
L'Italien Alessandro Petacchi remporte la septième et dernière étape devant son compatriote Mario Cipollini et l'Allemand Danilo Hondo. L'Espagnol Óscar Freire remporte l'épreuve devant Alessandro Petacchi.
|   | Cycliste            | Pays      | Équipe        | Temps           |
| - | ------------------- | --------- | ------------- | --------------- |
| 1 | Alessandro Petacchi | Italie    | Fassa Bortolo | 4 h 23 min 22 s |
| 2 | Mario Cipollini     | Italie    | Liquigas      | m.t.            |
| 3 | Danilo Hondo        | Allemagne | Gerolsteiner  | m.t.            |

## Liste des engagés
| - Quick Step-Innergetic (Belgique) - 1 : Paolo Bettini Italie - 2 : Davide Bramati Italie - 3 : Wilfried Cretskens Belgique - 4 : Servais Knaven Pays-Bas - 5 : Cristian Moreni Italie - 6 : Nick Nuyens Belgique np 7e - 7 : Filippo Pozzato Italie - 8 : Stefano Zanini Italie - Acqua & Sapone (Italie) - 11 : Antonio Bucciero Italie - 12 : Ruggero Marzoli Italie - 13 : Andrea Ferrigato Italie ab 4e - 14 : Giuseppe Palumbo Italie - 15 : Crescenzo D'Amore Italie - 16 : Jure Golčer Slovénie - 17 : Bo Hamburger Danemark - 18 : Kyrylo Pospyeyev Ukraine - Bouygues Telecom (France) - 21 : Walter Bénéteau France - 22 : Laurent Brochard France - 23 : Anthony Charteau France - 24 : Sébastien Chavanel France ab 6e - 25 : Anthony Geslin France - 26 : Franck Renier France - 27 : Olivier Bonnaire France - 28 : Maryan Hary France - Panaria (Italie) - 31 : Emanuele Sella Italie - 32 : Luca Mazzanti Italie - 33 : Paolo Tiralongo Italie - 34 : Paride Grillo Italie - 35 : Graeme Brown Australie ab 1re - 36 : Brett Lancaster Australie np 2e - 37 : Aitor Galdós Espagne - 38 : Luis Felipe Laverde Colombie - Cofidis (France) - 41 : Daniel Atienza Espagne - 42 : Leonardo Bertagnolli Italie - 43 : Thierry Marichal Belgique ab 6e - 44 : Stuart O'Grady Australie - 45 : Nicolas Inaudi France - 46 : Jans Koerts Pays-Bas ab 6e - 47 : Cédric Vasseur France - 48 : Matthew White Australie - Crédit agricole (France) - 51 : Pietro Caucchioli Italie - 52 : Julian Dean Nouvelle-Zélande - 52 : Patrice Halgand France - 53 : Sébastien Hinault France - 54 : Thor Hushovd Norvège - 56 : Christophe Le Mével France - 57 : Geoffroy Lequatre France ab 5e - 58 : Yannick Talabardon France - Davitamon-Lotto (Belgique) - 61 : Serge Baguet Belgique np 5e - 62 : Jan Kuyckx Belgique - 63 : Tom Steels Belgique ab 7e - 64 : Robbie McEwen Australie ab 7e - 65 : Peter Van Petegem Belgique - 66 : Wim Van Huffel Belgique - 67 : Wim Vansevenant Belgique - 68 : Aart Vierhouten Pays-Bas - Discovery Channel (USA) - 71 : Michael Barry Canada np 5e - 72 : Volodymyr Bileka Ukraine - 73 : Stijn Devolder Belgique - 74 : Roger Hammond Royaume-Uni - 75 : George Hincapie États-Unis - 76 : Leif Hoste Belgique ab 7e - 77 : Pavel Padrnos République tchèque - 78 : Max van Heeswijk Pays-Bas - Domina Vacanze (Italie) - 81 : Simone Cadamuro Italie - 82 : Alessandro Bertolini Italie - 83 : Michele Gobbi Italie - 84 : Serhiy Honchar Ukraine - 85 : Mirco Lorenzetto Italie ab 6e - 86 : Ruslan Ivanov Moldavie - 87 : Ivan Quaranta Italie - 88 : Alessandro Vanotti Italie - Euskaltel Euskadi (Espagne) - 91 : David Herrero Espagne - 92 : Iker Flores Espagne - 93 : Aitor González Espagne - 94 : Iñaki Isasi Espagne - 95 : Roberto Laiseka Espagne - 96 : Íñigo Landaluze Espagne - 97 : David López García Espagne - 98 : Josu Silloniz Aresti Espagne - Fassa Bortolo (Italie) - 101 : Alessandro Petacchi Italie - 102 : Andrus Aug Estonie ab 6e - 103 : Fabio Baldato Italie - 104 : Alberto Ongarato Italie - 105 : Roberto Petito Italie - 106 : Fabio Sacchi Italie - 107 : Matteo Tosatto Italie - 108 : Marco Velo Italie - La Française des jeux (France) - 111 : Ludovic Auger France - 112 : Bernhard Eisel Autriche - 113 : Frédéric Guesdon France - 114 : Sandy Casar France ab 6e - 115 : Bradley McGee Australie ab 6e - 116 : Mark Renshaw Australie - 117 : Baden Cooke Australie - 118 : Matthew Wilson Australie | - Gerolsteiner (Allemagne) - 121 : Robert Förster Allemagne - 122 : Markus Fothen Allemagne ab 6e - 123 : Danilo Hondo Allemagne - 124 : Frank Høj Danemark - 125 : Sebastian Lang Allemagne - 126 : Volker Ordowski Allemagne - 127 : Fabian Wegmann Allemagne - 128 : Markus Zberg Suisse - Illes Balears (Espagne) - 131 : José Luis Arrieta Espagne - 132 : José Luis Carrasco Espagne - 133 : Imanol Erviti Espagne np 6e - 134 : David Arroyo Espagne np 3e - 135 : Joan Horrach Espagne - 136 : Iker Leonet Espagne - 137 : Unai Osa Espagne - 138 : Mikel Pradera Espagne - Lampre-Caffita (Italie) - 141 : Oleksandr Kvachuk Ukraine - 142 : Daniele Bennati Italie - 143 : Giosuè Bonomi Italie - 144 : Paolo Fornaciari Italie - 145 : Juan Manuel Fuentes Angullo Espagne - 146 : Samuele Marzoli Italie ab 6e - 147 : Enrico Franzoi Italie - 148 : Gianluca Bortolami Italie - Liberty Seguros (Espagne) - 151 : Carlos Barredo Espagne - 152 : Joseba Beloki Espagne np 4e - 153 : Giampaolo Caruso Italie - 154 : Ángel Vicioso Espagne - 155 : Jan Hruška République tchèque - 156 : Sérgio Paulinho Portugal - 157 : René Andrle République tchèque - 158 : Michele Scarponi Italie - Liquigas-Bianchi (Italie) - 161 : Mario Cipollini Italie - 162 : Dario Andriotto Italie - 163 : Magnus Bäckstedt Suède - 164 : Danilo Di Luca Italie - 165 : Mauro Gerosa Italie - 166 : Devis Miorin Italie np 6e - 167 : Marco Milesi Italie - 168 : Matej Mugerli Slovénie - Naturino (Suisse) - 171 : Andris Naudužs Lettonie np 6e - 172 : Luca Ascani Italie - 173 : Sergio Barbero Italie - 174 : Gabriele Colombo Italie - 175 : Cristian Gasperoni Italie - 176 : Gian Matteo Fagnini Italie - 177 : Sergio Marinangeli Italie - 178 : Filippo Simeoni Italie - Phonak (Suisse) - 181 : Niki Aebersold Suisse - 182 : Aurélien Clerc Suisse - 183 : Martin Elmiger Suisse - 184 : Bert Grabsch Allemagne - 185 : Fabrizio Guidi Italie - 186 : Grégory Rast Suisse - 187 : Daniel Schnider Suisse - 188 : Steve Zampieri Suisse np 4e - Rabobank (Pays-Bas) - 191 : Óscar Freire Espagne - 192 : Maarten den Bakker Pays-Bas - 193 : Michael Boogerd Pays-Bas - 194 : Pedro Horrillo Espagne - 195 : Alexandr Kolobnev Russie - 196 : Karsten Kroon Pays-Bas - 197 : Gerben Löwik Pays-Bas - 198 : Marc Wauters Belgique - Saunier Duval-Prodir (Espagne) - 201 : Rubens Bertogliati Suisse ab 7e - 202 : Christopher Horner États-Unis np 4e - 203 : Manuele Mori Italie - 204 : Marco Pinotti Italie - 205 : Manuel Quinziato Italie - 206 : Ivan Ravaioli Italie ab 6e - 207 : Andrea Tafi Italie np 6e - 208 : Oliver Zaugg Suisse - Team CSC (Danemark) - 211 : Andrea Peron Italie - 212 : Ivan Basso Italie - 213 : Lars Michaelsen Danemark ab 6e - 214 : Giovanni Lombardi Italie - 215 : Michael Blaudzun Danemark - 216 : Allan Johansen Danemark - 217 : Jakob Piil Danemark np 4e - 218 : Peter Luttenberger Autriche - T-Mobile (Allemagne) - 221 : Rolf Aldag Allemagne - 222 : Matthias Kessler Allemagne - 223 : Andreas Klier Allemagne - 224 : Andreas Klöden Allemagne - 225 : Stephan Schreck Allemagne - 226 : Steffen Wesemann Allemagne - 227 : Erik Zabel Allemagne - 228 : Daniele Nardello Italie np 4e np : non partant au départ de la xe étape ab : abandon pendant la xe étape hd : hors délais pendant la xe étape |